# Stanley Falkow
Stanley Falkow (* 24. Januar 1934 in Albany, NY; † 5. Mai 2018 in Portola Valley, Kalifornien) war ein US-amerikanischer Mikrobiologe. Falkow gilt als Begründer der Disziplin der „Molekularen Mikrobiellen Pathogenitätsforschung“. Er war Professor für Mikrobiologie und Immunologie an der Stanford University in Stanford, Kalifornien.

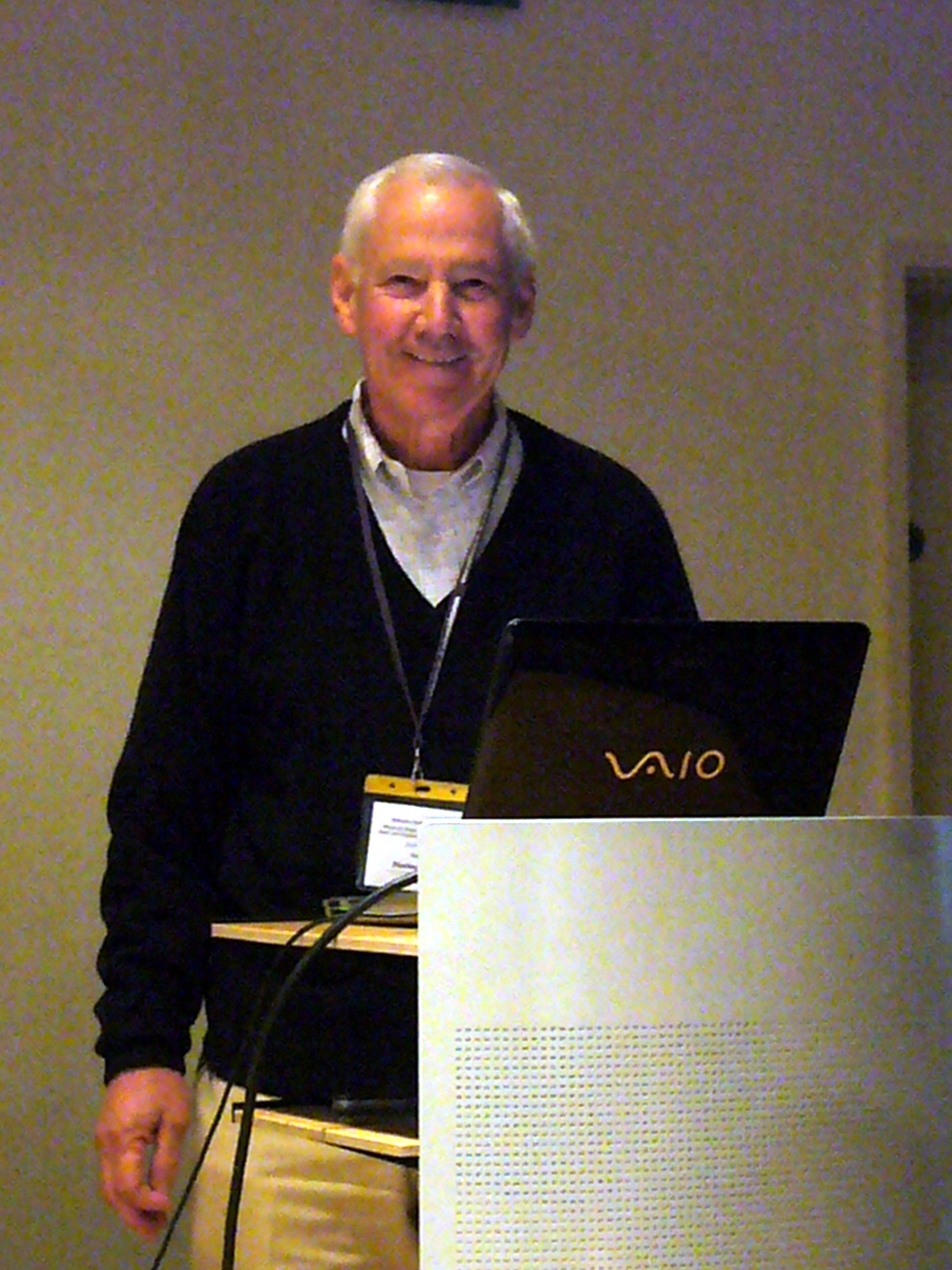
Stanley Falkow (2009)

## Leben
Falkow studierte Biologie und promovierte 1955 an der University of Maine. Seine frühen Arbeiten befassten sich mit der Erforschung der Antibiotikaresistenz und der Bedeutung von Plasmiden bei der Übertragung der Resistenz. Seine späteren Arbeiten zur medizinischen Mikrobiologie sind von überragender Bedeutung für das gesamte Feld. Bei der Untersuchung der Erreger verschiedenster bakteriell bedingter Erkrankungen gelangen Falkow grundlegende Erkenntnisse, die u. a. auch in die Entwicklung von neuen Impfstoffen z. B. gegen den Keuchhusterreger Bordetella pertussis eingingen.
Falkow publizierte mehrere hundert wissenschaftliche Artikel. Er war Herausgeber mehrerer wissenschaftlicher Zeitschriften. Für seine Arbeiten erhielt er u. a. folgende Preise und Ehrungen: den Bristol-Myers Squibb-Preis, die Altemeier Medaille, den Howard Taylor Ricketts Award, den Paul-Ehrlich-und-Ludwig-Darmstaedter-Preis, den Maxwell-Finland-Preis, den Abbott Lifetime Achievement-Preis der American Society for Microbiology und 2003 den Selman A. Waksman Award in Microbiology der National Academy of Sciences. Im Jahr 2000 erhielt er den Robert-Koch-Preis, 2008 den Lasker-Koshland Special Achievement Award in Medical Science. Weiterhin erhielt er Ehrendoktorate in Europa und den USA. Anfang 2016 wurde er mit der National Medal of Science ausgezeichnet.
Falkow war von 1997 bis 1998 Präsident der American Society for Microbiology und Mitglied der National Academy of Sciences der USA sowie Fellow der American Academy of Arts and Sciences und der American Association for the Advancement of Science.